# Karen Duffy
Karen "Duff" Duffy (Nova Iorque, 23 de maio de 1962) é uma escritora, modelo, personalidade de televisão e atriz americana. Ela também é capelã hospitalar certificada, ex-Rainha Sereia de Coney Island e considerada uma das "50 Mulheres Mais Bonitas" da revista People em 1993. 
Em 1995, Duffy foi diagnosticada com uma forma rara da doença sarcoidose chamada neurossarcoidose. Desde então, ela escreveu dois livros sobre sua experiência de viver com dor crônica e tornou-se membro da Aliança para o Tratamento Ético de Pacientes com Dor.